# Canton de Massat
Pour les articles homonymes, voir Massat (homonymie).
Le canton de Massat est une ancienne division administrative française située dans le département de l'Ariège.

## Géographie
Ce canton était organisé autour de son chef-lieu, Massat, qui compte plus de la moitié de la population. Il appartenait à l'arrondissement de Saint-Girons. Son altitude variait de 466 m (Soulan) à 2 196 m (Le Port) pour une altitude moyenne de 677 m.
Le canton de Massat (Ariège Pyrénées) est la circonscription administrative correspondant au bassin versant de la rivière Arac ; le six communes qui le composent furent, au début du XIXe siècle parmi les plus peuplées du département de l'Ariège. Peuplé tardivement, au Moyen Âge, ce territoire fut essentiellement industriel (charbon de bois, minerai de fer, tissage du lin, exploitation forestière) avant de devenir un pays d'élevage et d'agriculture vivrière. L'exode rural, accentué par les conséquences démographiques de la guerre de 14-18, ont divisé sa population par dix.
Progressivement repeuplé, à partir des années 70, par des néo-ruraux souvent qualifiés péjorativement de "hippies" par les habitants et par les Ariégeois en général, il compte environ 1 800 habitants permanents et triple sa population en période estivale.
Jadis très agité, lors des guerres de religion, qui déplacèrent vers l'Europe du nord les protestants persécutés, ce territoire est fréquemment au cœur de vives passions politiques. De forte tradition républicaine, le canton de Massat a été représenté au Conseil général de l'Ariège par des élus occupant par ailleurs des responsabilités nationales éminentes.
Plusieurs foyers de résistance s'y développèrent durant l'Occupation, en parallèle d'un fort courant collaborationniste. Ce  fut alors un terrain de mission pour la milice qui s'y distingua  en fusillant symboliquement l'effigie maçonnique de la Marianne du chef-lieu.
Les montagnes de Massat furent également durant le premier tiers du XIXe siècle le principal foyer de la "guerre des Demoiselles" dernière grande jacquerie. Ces évènements conduisirent l'État à promulguer en 1820 le code forestier et les communes à mettre en œuvre une solution politique spécifique : l'appropriation collective des pâturages et forêts par le Syndicat des montagnes Le Port-Massat, collectivité territoriale sans habitants, promulgué le 11 janvier 1911 par un décret du Président de la République Armand Fallières.

## Représentation

### Conseillers généraux de 1833 à 2015
| Période | Période          | Identité                                   | Étiquette    | Qualité |
| ------- | ---------------- | ------------------------------------------ | ------------ | --- |
| 1833    | 1842             | Jean Bruno Degeilh (1787-1877)             |              | Greffier de la justice de paix Propriétaire à Massat                                                                  |
| 1842    | 1848             | Jean Georges Célestin Auzies (1812-1896)   |              | Docteur en droit Juge suppléant au Tribunal civil de Toulouse Président du Conseil Général                            |
| 1848    | 1855 (décès)     | Hippolyte Galy-Gasparrou (1791-1855)       | Bonapartiste | Avocat, avoué et ancien notaire à Massat Maire de Massat (1832-1848)                                                  |
| 1855    | 1865             | Hippolyte Dupré                            |              | Président du Tribunal civil de Pamiers                                                                                |
| 1865    | 1879 (démission) | Jean Georges Célestin Auzies               |              | Conseiller à la Cour impériale de Toulouse                                                                            |
| 1879    | 1921 (décès)     | Léon Galy-Gasparrou                        | Rad.         | Licencié en droit, ancien notaire Député (1892-1906) Maire de Massat (1876-1921)                                      |
| 1921    | 1940             | Georges Galy-Gasparrou (fils du précédent) | Rad.         | Avocat puis magistrat Député (1945-1958) Conseiller régional Maire de Massat (1921-1977)                              |
|         |                  |                                            |              | |
| 1943    | 1945             | Jean Rogalle                               | Rad.         | Conseiller d'arrondissement, maire d'Aleu Nommé conseiller départemental en 1943 Déclaré inéligible le 22 mars 1945   |
|         |                  |                                            |              | |
| 1945    | 1976             | Georges Galy-Gasparrou                     | Rad.         | Secrétaire d'État (1955 et 1957) Député (1945-1958) Conseiller Régional Maire de Massat (1921-1977), ancien résistant |
| 1976    | 1982             | Léon-Pierre Galy-Gasparrou                 | MRG          | Professeur de philosophie politique à la Sorbonne, maire de Massat (2001-2019)                                        |
| 1982    | 2000 (démission) | Alain Massé                                | PS           | Préparateur en pharmacie Maire de Massat (1977-1995)                                                                  |
| 2000    | 2015             | Pierre Auriac-Meilleur                     | DVD puis UMP | Chef d'entreprise à Toulouse Ancien directeur régional de l'agriculture Conseiller municipal de Massat                |

### Conseillers d'arrondissement (de 1833 à 1940)
Le canton de Massat avait deux conseillers d'arrondissement à partir de 1925.
| Période                                  | Période      | Identité                                         | Étiquette          | Qualité |
| ---------------------------------------- | ------------ | ------------------------------------------------ | ------------------ | --- |
| 1833                                     | 1836         | Pierre Louis Auguste Eléazar Montané de La Roque |                    | Propriétaire à Massat                                                                                       |
| 1836                                     |              | M. Servat                                        |                    | Propriétaire à Massat                                                                                       |
|                                          |              |                                                  |                    | |
| av.1848                                  | 1849         | Théophile Espaignac                              |                    | Notaire, propriétaire, éleveur de chevaux, adjoint au maire de Massat                                       |
| 1849                                     |              | Marcelin Ferron                                  |                    | Notaire, maire de Massat                                                                                    |
|                                          |              |                                                  |                    | |
|                                          | 1871         | Emile Galy                                       |                    | Notaire à Massat                                                                                            |
|                                          |              |                                                  |                    | |
|                                          | 1887 (décès) | Guilhaume Jory (1814-1887)                       |                    | Propriétaire à Massat                                                                                       |
|                                          |              |                                                  |                    | |
| 1895                                     | 1901         | Basile Soula                                     | Républicain        | Propriétaire à Soulan                                                                                       |
| 1901                                     | 1907         | M. Tallieu                                       |                    | Adjoint au maire d'Aleu                                                                                     |
| 1907                                     | 1919         | Joseph Carrère                                   | Républicain        | Industriel, maire d'Aleu                                                                                    |
| 1919                                     | 1922         | M. Amiel                                         | Radical            | |
| 1922                                     | 1925         | M. Cabaup                                        | Union républicaine | |
| 1925                                     | 1940         | Jean Auguste Rogalle                             | Radical            | Maire d'Aleu                                                                                                |
| 1925                                     | 1940         | Pierre Darbon (1896-1971)                        | Radical            | |
| 1940                                     |              |                                                  |                    | Les conseils d'arrondissement ont été suspendus par la loi du 12 octobre 1940 et n'ont jamais été réactivés |
| Les données manquantes sont à compléter. |              |                                                  |                    | |

## Composition
Le canton de Massat regroupait 6 communes et comptait 1 693 habitants (recensement de 1999 sans doubles comptes).
| Nom                | Code Insee | Intercommunalité      | Population (dernière pop. légale) |
| ------------------ | ---------- | --------------------- | --------------------------------- |
| Massat (chef-lieu) | 09182      | CC Couserans-Pyrénées | 681 (2014)                        |
| Aleu               | 09005      | CC Couserans-Pyrénées | 122 (2014)                        |
| Biert              | 09057      | CC Couserans-Pyrénées | 310 (2014)                        |
| Boussenac          | 09065      | CC Couserans-Pyrénées | 194 (2014)                        |
| Le Port            | 09231      | CC Couserans-Pyrénées | 152 (2014)                        |
| Soulan             | 09301      | CC Couserans-Pyrénées | 356 (2014)                        |

## Démographie
| 1962  | 1968  | 1975  | 1982  | 1990  | 1999  | 2006  | 2011  | 2012  |
| ----- | ----- | ----- | ----- | ----- | ----- | ----- | ----- | ----- |
| 2 553 | 2 219 | 1 915 | 1 714 | 1 706 | 1 693 | 1 863 | 1 891 | 1 869 |